# Vazio urbano
Os vazios urbanos, normalmente definidos como espaços não construídos e não qualificados como áreas livres no interior do perímetro urbano da cidade.   São glebas de terra internas na malha urbana dotadas de infraestrutura e equipamentos sociais mas que não realizam uma função social.  
Além das áreas não edificadas (terras e terrenos vazios), os vazios urbanos abrangem as áreas edificadas não utilizadas ou subutilizada, como por exemplo casas, galpões e edifícios antigos ou deteriorados que precisam ser revitalizados. Também são considerados imóveis subutilizados aqueles que não atendem o taxa de aproveitamento mínimo, definida no Plano Diretor de cada município. 
As áreas verdes, as praças, entre outros espaços de sociabilidade, são exemplos de vazios na cidade que não poderiam ser identificados como vazios urbanos.

## Causas e consequências
O conceito de vazio urbano pode ser aplicado aos terrenos ociosos que surgem devido a loteamentos criados em áreas distantes, em descontinuidade com o núcleo urbano. Tal forma de loteamento propicia uma espécie de especulação fundiária para os donos dos vazios criados – às vezes, os mesmos donos dos loteamentos distantes – uma vez que há ganho sem investimento.
O mercado imobiliário é o principal agente responsável pela formação de vazios urbanos na cidade, uma vez que  desencadeia uma dinâmica de retenção de terra com a finalidade de ganhos futuros e gera a chamada especulação imobiliária. Essa reserva de terra provoca os vazios urbanos que são  áreas ociosas dentro do perímetro urbano, sejam lotes ou glebas de terra que ocasionam na diminuição da oferta de terra urbanizada e resultam na elevação artificial do valor do solo urbano nas áreas centrais e estratégicas, resultando também na segregação social através dos deslocamentos de pessoas com menor poder aquisitivo para áreas periféricas. 
Processos como os de gentrificação, degradação e abandono do Estado de algumas regiões urbanas levam à sua desocupação parcial ou total, ou à substituição do perfil populacional, reduzindo as densidades locais. Desta forma, áreas que antes eram densamente ocupadas podem vir a se transformar em vazios populacionais no interior das cidades.[carece de fontes?]
Grandes espaços efetivamente vazios também podem ser resultado da transformação de usos urbanos, como os de antigas áreas ferroviárias, portuárias e fabris. Em cidades que passaram por alteração do perfil econômico nas últimas décadas do século XX (especialmente naquelas de perfil industrial que passaram a apresentar caráter predominantemente terciário), notam-se normalmente grandes espaços abandonados e estruturas construídas vazias, como galpões, páteos de manobra e logística, docas, entre outros, que agora não mais possuem função e encontram-se ociosos. Na bibliografia anglófona, tais regiões costumam ser chamadas brownfields.[carece de fontes?]

## Política urbana brasileira: instrumento
Algumas medidas vêm sendo tomadas para dificultar a especulação imobiliária e a formação dos vazios urbanos. O Estatuto da Cidade, através da Lei Federal 10.257 de 2001, estabelece ao Plano Diretor o poder de instituir instrumentos que determinem que imóveis desocupados ou subutilizados passem a ser usados com a devida função social. O não comprimento dessas determinações permite que as prefeituras possam instituir a cobrança do “Imposto Predial Territorial Urbano  progressivo no tempo” (IPTU progressivo), que busca punir financeiramente o proprietário que subutiliza seus imóveis. Pela Lei Federal, a cobrança do imposto pode aumentar por um período de cinco anos, atingindo até no máximo 15% do valor do imóvel. Decorrido o prazo sem que a obrigação de parcelamento, edificação ou utilização do imóvel tenha sido cumprida, o imóvel poderá sofrer desapropriação pelo Município com pagamentos em títulos da dívida pública. 

## Vazios urbanos demográficos

### Países periféricos

#### Metrópoles brasileiras

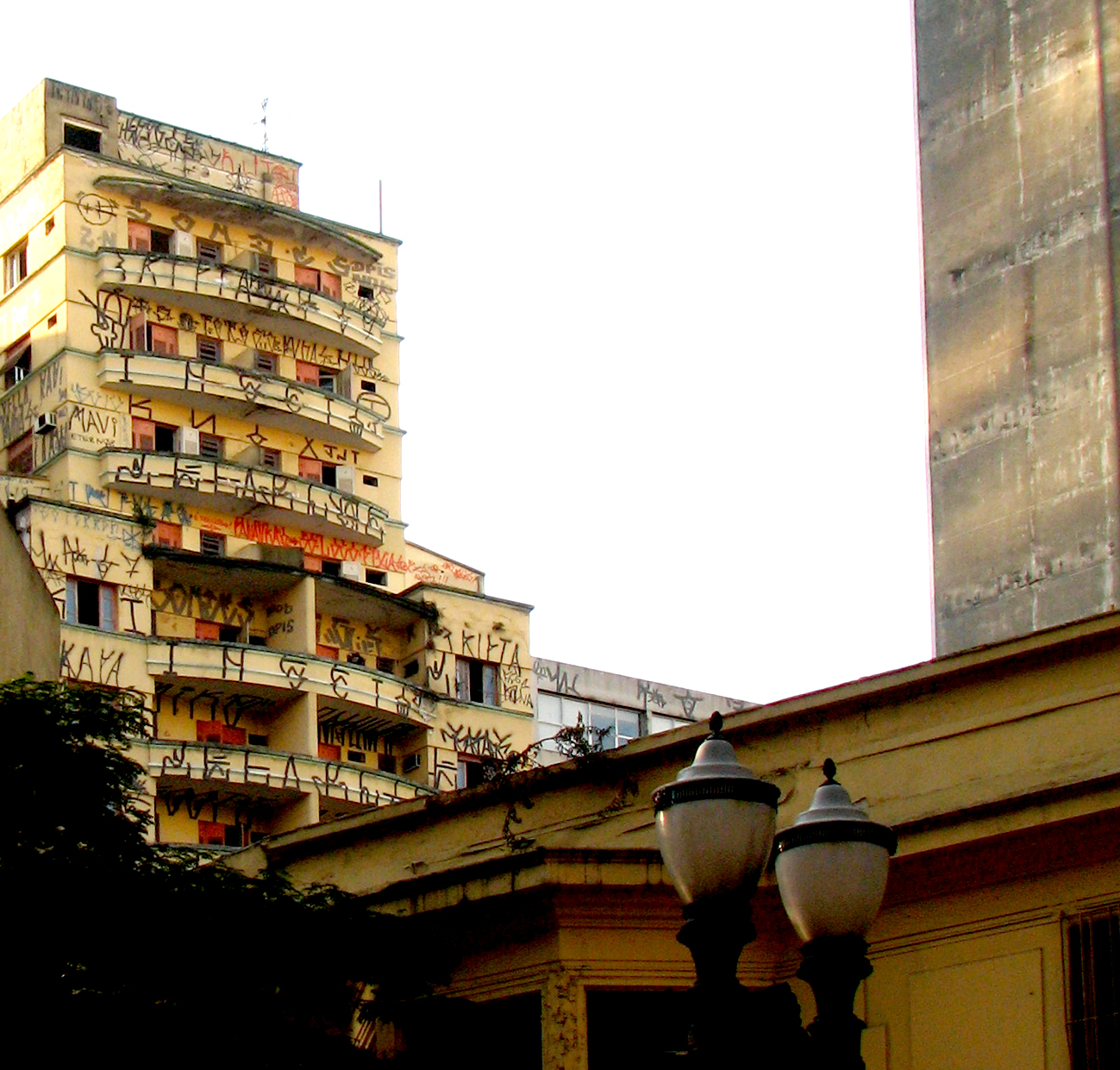
Vandalismo em um edifício do Centro de São Paulo, a região menos populosa da cidade e aquela com maior índice de vacância imobiliária.

O centro de São Paulo, por exemplo, pode ser tomado como um caso paradigmático de "vazio demográfico", quando comparado a alguns bairros periféricos. A população de baixa renda tem sofrido pressão econômica, dado o aumento do preço da terra nas áreas centrais e pericentrais, para que passasse a ocupar áreas cada vez mais periféricas, como aquelas dos extremos Leste e Sul. Enquanto a região central possui 374.002 habitantes, a Zona Leste(englobando as três divisões que a mesma possui) conta com 4.244.882 habitantes (ou seja, se fosse uma cidade, seria a 3ª mais populosa do Brasil), a zona sul (englobando sua divisões em sul e centro-sul) possui 2.770.396 habitantes, a zona norte (englobando sua subdivisões) conta com 2.404.604 habitantes e a zona oeste com 888.623 habitantes. Os dados demográficos do IBGE e de instituições como SEADE e Emplasa indicam a origem da situação: nos últimos anos o decréscimo populacional na zona central chegou a 20% e, ao mesmo tempo, um aumento de 25% na população da zona sul, que adensa-se ainda mais. Este fenômeno está associado ao aumento do número de favelas e de ocupação irregular de mananciais, visto que tais populações não têm acesso às terras urbanizadas formais. Algumas das áreas centrais, no entanto, passam a apresentar baixos índices de densidade e ocupação imobiliária, podendo vir a ser configuradas como "vazios".[carece de fontes?]
Outras metrópoles que sofreram com o esvaziamento populacional das áreas centrais foram Rio de Janeiro e Salvador. No caso da capital fluminense, a população mais carente migrou para outras áreas da cidade, aumentando muito o número de favelas, apesar de se manterem próximos ao centro alguns bolsões de pobreza.[carece de fontes?]

### Países centrais

#### Metrópoles estadunidenses
Em Nova Iorque, a população mais carente vive em conjuntos habitacionais, edifícios mais simples ou guetos na ilha de Manhattan, no centro da cidade, e no distrito de Bronx, o mais pobre e violento da cidade. Enquanto os habitantes de maior renda vivem em subúrbios, muitas vezes em cidades vizinhas, além daqueles que habitam os grandes edifícios de luxo da região central.[carece de fontes?]

### Bibliográficas
- VILLAÇA, Flávio; Espaço intra-urbano no Brasil; São Paulo: Nobel, 1998